# Club Deportivo Juventud América
El Juventud América es un club de fútbol del distrito de Chorrillos, en la ciudad de Lima Metropolitana. Fue fundado el 8 de agosto de 1963 y juega en la Copa Perú.

## Historia
Juventud América es un club del distrito de Chorrillos en la ciudad de Lima. Fue campeón del Interligas de Lima en 2014 superando en la liguilla final a Liga V Zona, DIM y Social Audaces. En la Etapa Departamental de Lima fue eliminado por Huracán de Canta por 1-0 en el marcador global.
Para la temporada 2016, Juventud América se coronó campeón de la Liga de Chorrillos clasificando al torneo de Interligas de Lima. Fue campeón en el Interligas de Lima (Provincia de Lima) superando en partidos ganados y puntaje en el cuadrangular final contra Cultural Progreso, Rosella Remar y Somos Olímpico. Ante este hecho quedó clasificado a la etapa Departamental de Lima donde en primera fase en el partido de ida perdió contra  Deportivo Walter Ormeño por 1-0 y en el partido de regreso empató 0-0.
Para la temporada 2017, Juventud América no participó en la liga Distrital de Chorrillos, ya que el club clasificó su participación en la Etapa Departamental de Lima (por ser semifinalista la campaña Departamental de Lima 2016). En la primera fase de la departamental, el club derrota al Somos Olímpico 1 - 0 y perdiendo 2 - 1 en el partido de vuelta. Clasifica a la segunda fase de la departamental enfrentando nuevamente al Somos Olímpico, sin embargo perdió por 2 - 4 en los penales. Al final, el club Juventud América quedó eliminado de la competencia.

## Uniforme
- Uniforme titular: Camiseta blanca con franjas azules verticales, pantalón blanco, medias blancas.
- Uniforme alternativo: Camiseta azul, pantalón azul, medias azules.

## Estadio
Sus partidos como local lo juega en el Estadio Municipal de Chorrillos, en la ciudad de Lima.

## Palmarés

### Torneos Regionales
| Competición regional               | Títulos                       | Subcampeonatos |
| ---------------------------------- | ----------------------------- | -------------- |
| Interligas de Lima (2/0)           | 2014, 2016.                   |                |
| Liga Distrital de Chorrillos (5/0) | 2012, 2013, 2014, 2016, 2019. |                |